# Параметры Тиля — Смолла
«Параметры Тиля — Смолла» — это набор электроакустических параметров, который определяет поведение динамической головки (динамика) в области основного резонанса, то есть на нижней границе диапазона воспроизводимых частот. Эти параметры публикуются в спецификациях производителями как справочные для производителей акустических систем. Большинство параметров определяются только на резонансной частоте динамика, но в общем применимы во всем диапазоне частот, в котором динамик работает в поршневом режиме.

## Фундаментальные механические параметры (для сигналов малого уровня)
- {\displaystyle S_{d}} — эффективная площадь диффузора, м².
- {\displaystyle M_{ms}} — масса подвижной системы (включая т.н. "присоединённую" массу движущегося воздуха вместе с диффузором ГГ), кг.
- {\displaystyle C_{ms}} — гибкость подвеса подвижной системы динамика, м/Н.
- {\displaystyle R_{ms}} — механическое сопротивление подвеса подвижной системы (определяет «потери» в подвесе), Н·с/м.
- {\displaystyle L_{e}} — индуктивность звуковой катушки (зависит от частоты, как правило, измеряется на частоте 1 кГц), Гн.
- {\displaystyle R_{e}} — активное сопротивление звуковой катушки, Ом.
- {\displaystyle Bl} — коэффициент электромеханической связи (индукция поля в магнитном зазоре умноженная на длину провода звуковой катушки), Тл·м.

## Параметры для сигналов малого уровня
Эти значения могут быть определены измерением входного импеданса динамической головки в районе резонансной частоты на малых уровнях сигнала, так, что поведение подвижной системы практически линейно (то есть, отдача прямо пропорциональна входу). Эти параметры измеряются намного проще, чем фундаментальные параметры, приведенные выше.
- {\displaystyle F_{s}} — резонансная частота динамической головки.

{\displaystyle F_{\rm {s}}={\frac {1}{2\pi \cdot {\sqrt {C_{\rm {ms}}\cdot M_{\rm {ms}}}}}}}
- {\displaystyle Q_{es}} — электрическая добротность на частоте {\displaystyle F_{s}}

{\displaystyle Q_{\rm {es}}={\frac {2\pi \cdot F_{\rm {s}}\cdot M_{\rm {ms}}\cdot R_{\rm {e}}}{(Bl)^{2}}}}
- {\displaystyle Q_{ms}} — механическая добротность на частоте {\displaystyle F_{s}}

{\displaystyle Q_{\rm {ms}}={\frac {2\pi \cdot F_{\rm {s}}\cdot M_{\rm {ms}}}{R_{\rm {ms}}}}}
- {\displaystyle Q_{ts}} — полная добротность головки на частоте {\displaystyle F_{s}}

{\displaystyle Q_{\rm {ts}}={\frac {Q_{\rm {ms}}\cdot Q_{\rm {es}}}{Q_{\rm {ms}}+Q_{\rm {es}}}}}
- {\displaystyle V_{as}} — эквивалентный объём (объём воздуха (в м³), который, при воздействии на него поршня площадью {\displaystyle S_{d}}, обладает гибкостью, равной гибкости подвеса). Для получения {\displaystyle V_{as}} в литрах, необходимо умножить результат нижеприведенного уравнения на 1000.

{\displaystyle V_{\rm {as}}=\rho \cdot c^{2}\cdot S_{\rm {d}}^{2}\cdot C_{\rm {ms}}}
Где {\displaystyle \rho } — плотность воздуха равная {\displaystyle \rho } = 1,18421 кг/м³ (при температуре воздуха 25 °C и влажности 0 %), и {\displaystyle c} — скорость звука (346,1 м/с при 25 °C).